# Українська Арбітражна Асоціація
Українська Арбітражна Асоціація (УАА)  — неприбуткова громадська організація, заснована у вересні 2012 року зусиллями ініціативної групи українських та іноземних фахівців у сфері міжнародного арбітражу, покликана об'єднати юристів, які професійно займаються або цікавляться практикою розгляду спорів у міжнародному арбітражі, незалежно від їх належності до тієї чи іншої юрисдикції.
Українська Арбітражна Асоціація не є арбітражною інституцією. Більш того, вона активно співпрацює з МКАС при ТПП України та іншими арбітражними інституціями, а також аналогічними профільними асоціаціями з питань розвитку та просування міжнародної арбітражної практики.

## Основні завдання
Основні завдання УАА в просуванні України і, зокрема, м. Києва, як місця проведення міжнародного арбітражу, наданні сприяння та підтримка інтересу до практики міжнародного арбітражу як способу вирішення транскордонних спорів, сприяння поширенню знань і досвіду вирішення спорів у порядку міжнародного арбітражу, а також в посиленні співпраці та обміну досвідом фахівців практики з усього світу.

## Органи Української Арбітражної Асоціації
Асоціація створена у формі суспільного об’єднання, вищим керівним органом якого є Загальні збори членів Асоціації. Загальні збори мають право вирішувати будь-які питання, пов’язані з діяльністю Асоціації.
Очолює Асоціацію Президент, який обирається Загальними зборами строком на чотири роки і є вищою посадовою особою Асоціації. 
Президентом у 2016 році була обрана Олена Перепелинська – партнер, голова арбітражної практики в СНД міжнародної юридичної фірми INTEGRITES, дійсний член англійського Королівського інституту арбітрів (FCIArb).
Постійно діючим керівним органом Асоціації є Правління.